# Admontia cepelaki
Admontia cepelaki là một loài ruồi trong họ Tachinidae.